# Хаванска болонка
Хаванската болонка е дребна порода домашни кучета, произлизащи по всяка вероятност от Средиземноморието, които се предполага, че са пренесени в Куба с кораби. Там те се аклиматизират особено успешно и едва значително по-късно са внесени и в САЩ. Чак през 70-те години на 20 в. стават популярни в цяла Северна Америка, а от 80-те години и в Европа (първоначално само в Германия, Швейцария и Холандия).

## Темперамент
Хаванската болонка е любвеобилна, закачлива и жизнерадостна. Прекрасно куче за компания, обича децата и лесно се обучава. Има много пухкава козина. Кучето е дружелюбно с всички, затова рядко може да бъде обучено като пазач.

## Външен вид
Има мека козина достигаща дължина около 19 – 29 см, големи, бадемовидни, тъмнокафяви очи, падащи уши, носи опашката си вдигната над гърба.